# Filiberto Villalobos González
Filiberto Villalobos González (Salvatierra de Tormes, 7 d'octubre de 1879 - Salamanca, 13 de febrer de 1955) va ser un metge i polític espanyol. Va ser ministre d'Instrucció Pública i Belles arts durant la Segona República Espanyola.

## Biografia
Es va llicenciar en Medicina per la Universitat de Salamanca, doctorant-se a la Universitat Central de Madrid.
A Madrid, per pagar-se els seus estudis de doctorat, va treballar com a metge de la Beneficència Municipal. En tornar a Salamanca en 1906, va treballar com metge rural a Guijo de Ávila i a Guijuelo. Va destacar per ser el primer metge a usar raigs X a Salamanca, alguna cosa que li va originar diverses cremades i la pèrdua d'un dit de la mà. Aquest aparell de raigs va ser el tercer d'Espanya, després del de Madrid i Barcelona. Al costat del seu treball com a mèdic va ser també professor auxiliar de la Facultat de Medicina.
En 1906 es va casar amb Elvira Mier Durán, amb la qual va tenir a quatre fills: Remedios, Carmen, Fernando i Enrique (també metge).
Després de la guerra civil va abandonar la política i es va dedicar plenament a la medicina, on es va distingir per la seva extraordinària bondat, un altruisme mai igualat. "La consulta sempre estava repleta de gent, predominant la gent de classes populars. Anar a la consulta del meu pare era com anar al taumaturg. Resolia problemes familiars, unia matrimonis, posava pau..."
No va deixar la seva activitat clínica fins que va morir a Salamanca per un infart de miocardi, el 13 de febrer de 1955. El seu funeral va ser un dels més multitudinaris que es recorden en aquesta ciutat.

### Polític
En 1909 inicia la seva carrera política quan és triat, com a independent, regidor a l'Ajuntament de Salamanca, càrrec en el qual romandrà fins a 1913, i com tal participarà en la formació de Partido Reformista de Salamanca, que posteriorment s'integrarà en el Partit Republicà Liberal Demòcrata.
Diputat a Corts per la circumscripció de Salamanca a les eleccions generals espanyoles de 1918, 1919, 1920 i 1923, en proclamar-se la II República és novament escollit en les eleccions de 1931 i 1933 pel Partit Liberal Demòcrata, i a les eleccions de 1936 pel Partit Centrista.
Ministre d'Instrucció Pública i Belles arts entre el 28 d'abril i el 29 de desembre de 1934 als governs presidits per Ricardo Samper i Alejandro Lerroux es veurà obligat a dimitir i a abandonar el Partit Liberal Demòcrata al no comptar amb el necessari suport, ni del seu propi partit ni de la CEDA que figurava com a soci de govern, en la seva política educativa.
Triat novament ministre d'Instrucció Publica i Belles arts, ja com a membre del Partit Centrista, ocuparia la cartera entre el 30 de desembre de 1935 i el 19 de febrer de 1936 al govern que presidiria Manuel Portela Valladares.
Durant la Guerra Civil va sofrir la repressió franquista, puix que fou empresonat des del 10 d'agost de 1936 fins al 20 de juliol de 1938. Va sofrir també sancions econòmiques. Després de la Guerra Civil, es retira de la política, però contínua amb la seva labor social i el seu treball en medicina.

### Labor social
En 1900 (mentre que era estudiant de medicina) va fundar l'associació estudiantil "Unión Escolar" i el setmanari del mateix nom, sota la tutela d'Unamuno. Mitjançant aquesta associació va impartir conferències i lliçons nocturnes per als obrers, buscant promoure-hi la cultura.
En 1909 va crear creat l'"Asociación de la Mendicidad" per al suport assistencial.
Entre 1922 i 1934 va ser conseller-delegat de la Caixa de Previsió Social, i conseller de la Caixa d'Estalvis de Salamanca, fomentant l'edificació d'escoles.
La seva principal preocupació va ser l'educació i l'assistència dels nens sense recursos, pel que va fundar en 1927 l'associació "Los Amigos de la Escuela y el Niño", amb l'objectiu d'enviar nens als Sanatoris d'Oza i Pedrosa, i al Balneari de la Toja, que fins a 1936 va aconseguir atenció mèdica per 3.000 nens pobres.

## Publicacions

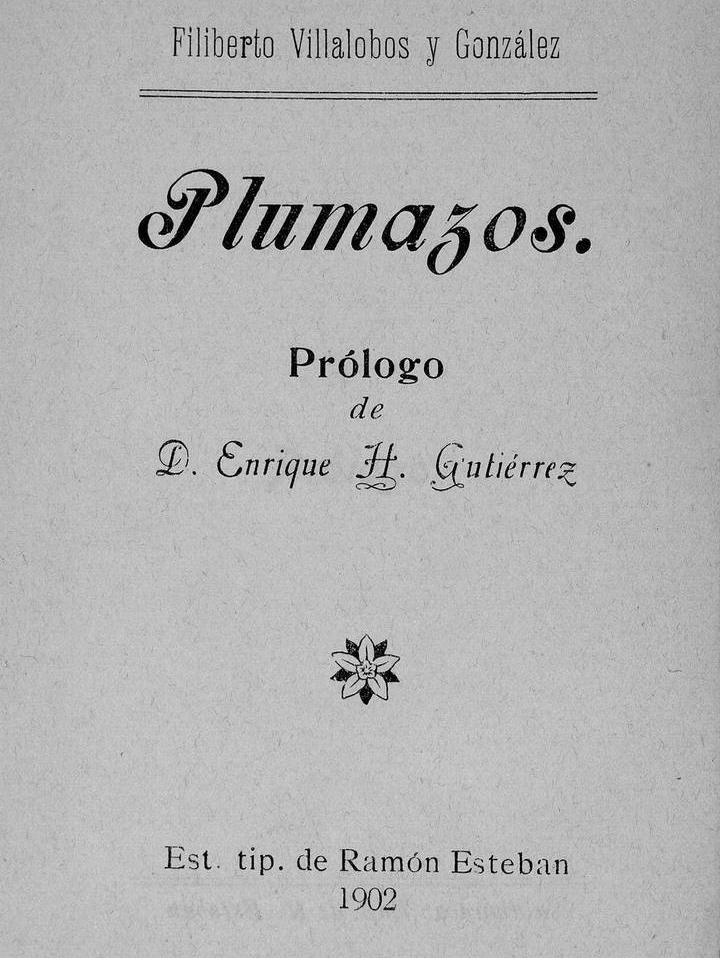
Plumazos, llibre publicat el 1902.

- Plumazos. Salamanca: Est tip de Ramón Esteban; 1902.[5]

## Distincions i homenatges
- L'1 de juliol de 1934, Torresmenudas el va nomenar Fill Predilecte, i li va donar el seu nom a una plaça, la Plaça Filiberto Villalobos
- El maig de 1935, l'Ajuntament de Salamanca li va organitzar un altre gran homenatge.[6]
- En 1971, l'Ajuntament de Salamanca dona el nom de "Filiberto Villalobos" al Col·legi Nacional de barri Garrido. El Col·legi Nacional "Filiberto Villalobos" de Salamanca va organitzar en 1972 un homenatge en memòria del seu titular.
- En 1975 l'Ajuntament de Béjar li va retre homenatge posant el seu nom a un carrer. També té un altre carrer dedicat a la capital de Salamanca.
- En 1976 pel Col·legi de Metges de Salamanca.
- En 1984 es va celebrar a Guijuelo un altre homenatge en honor seu.